# Masset (Colombie-Britannique)
Pour les articles homonymes, voir Masset.
Masset est une municipalité située dans la province de la Colombie-Britannique, dans l'archipel Haïda Gwaïi.